# The 100 Greatest Drummers of All Time
Der Artikel The 100 Greatest Drummers of All Time („Die 100 besten Schlagzeuger aller Zeiten“) ist ein 2016 von der US-amerikanischen Pop-Zeitschrift Rolling Stone veröffentlichter Artikel und enthält eine Liste von 100 bedeutenden Schlagzeugern.

## Entstehung
Die Liste der „100 besten Schlagzeuger“ ist nach jener „der 100 größten Gitarristen“ die zweite derart umfassende Aufstellung des Rolling Stone, die Instrumentalmusiker betrifft. Die Liste wurde von 19 Redakteuren der Zeitschrift erstellt und erschien am 31. März 2016 auf deren Website. Im Gegensatz zum Gitarristen-Ranking waren keine professionellen Musiker am Auswahlverfahren beteiligt. Die Auswahl konzentriert sich auf Musiker aus dem Pop- und Rockbereich, enthält aber auch einige Vertreter des Jazz.
Fünf Schlagzeugerinnen sind auf der Liste vertreten: Sheila E. (Platz 58), Maureen Tucker (77), Janet Weiss (90), Meg White (94) und Cindy Blackman (97).

## Liste
| #   | Name                   | Lebens- daten | Band(s)                                                                                     |
| --- | ---------------------- | ------------- | ------------------------------------------------------------------------------------------- |
| 1   | John Bonham            | 1948–1980     | Led Zeppelin                                                                                |
| 2   | Keith Moon             | 1946–1978     | The Who                                                                                     |
| 3   | Ginger Baker           | 1939–2019     | Cream, Blind Faith, Ginger Baker’s Air Force                                                |
| 4   | Neil Peart             | 1952–2020     | Rush                                                                                        |
| 5   | Hal Blaine             | 1929–2019     | The Wrecking Crew (Studiomusiker)                                                           |
| 6   | Clyde Stubblefield     | 1943–2017     | James-Brown-Bands                                                                           |
| 6   | Jabo Starks            | 1938–2018     | James-Brown-Bands                                                                           |
| 7   | Gene Krupa             | 1909–1973     | Gene Krupa and His Orchestra                                                                |
| 8   | Mitch Mitchell         | 1947–2008     | The Jimi Hendrix Experience                                                                 |
| 9   | Al Jackson, Jr.        | 1935–1975     | Booker T. & the M.G.’s                                                                      |
| 10  | Stewart Copeland       | * 1952        | The Police                                                                                  |
| 11  | Benny Benjamin         | 1925–1969     | The Funk Brothers                                                                           |
| 12  | Charlie Watts          | 1941–2021     | The Rolling Stones                                                                          |
| 13  | D. J. Fontana          | 1931–2018     | Elvis Presley                                                                               |
| 14  | Ringo Starr            | * 1940        | The Beatles                                                                                 |
| 15  | Buddy Rich             | 1917–1987     | Buddy Rich Big Band                                                                         |
| 16  | Bill Bruford           | * 1949        | King Crimson, Yes, Genesis (Live)                                                           |
| 17  | Terry Bozzio           | * 1950        | Frank Zappa                                                                                 |
| 18  | Zigaboo Modeliste      | * 1948        | The Meters                                                                                  |
| 19  | Tony Williams          | 1945–1997     | Miles Davis                                                                                 |
| 20  | Bernard Purdie         | * 1939        |                                                                                             |
| 21  | Ian Paice              | * 1948        | Deep Purple                                                                                 |
| 22  | Levon Helm             | 1940–2012     | The Band                                                                                    |
| 23  | Elvin Jones            | 1927–2004     | John Coltrane                                                                               |
| 24  | Steve Gadd             | * 1945        |                                                                                             |
| 25  | Earl Palmer            | 1924–2008     | Little Richard                                                                              |
| 26  | Danny Carey            | * 1961        | Tool                                                                                        |
| 27  | Dave Grohl             | * 1969        | Scream, Nirvana, Queens of the Stone Age, Killing Joke, Them Crooked Vultures, Foo Fighters |
| 28  | Carmine Appice         | * 1946        | Vanilla Fudge                                                                               |
| 29  | Carlton Barrett        | 1950–1987     | The Wailers                                                                                 |
| 30  | Clifton James          | 1936–2006     | Bo Diddley                                                                                  |
| 31  | Roger Hawkins          | 1945–2021     |                                                                                             |
| 32  | James Gadson           | * 1939        |                                                                                             |
| 33  | Tony Allen             | 1940–2020     |                                                                                             |
| 34  | Mickey Hart            | * 1943        | Grateful Dead                                                                               |
| 34  | Bill Kreutzmann        | * 1946        | Grateful Dead                                                                               |
| 35  | Fred Below             | 1926–1988     |                                                                                             |
| 36  | Steve Smith            | * 1954        | Journey                                                                                     |
| 37  | Jeff Porcaro           | 1954–1992     | Toto                                                                                        |
| 38  | Jim Keltner            | * 1942        |                                                                                             |
| 39  | Tiki Fulwood           | 1944–1979     | Funkadelic                                                                                  |
| 40  | Jack DeJohnette        | * 1942        |                                                                                             |
| 41  | Carter Beauford        | * 1958        | Dave Matthews Band                                                                          |
| 42  | Bill Ward              | * 1948        | Black Sabbath                                                                               |
| 43  | Phil Collins           | * 1951        | Genesis                                                                                     |
| 44  | Jerry Allison          | 1938–2022     | The Crickets                                                                                |
| 45  | Billy Cobham           | * 1944        |                                                                                             |
| 46  | David Garibaldi        | * 1946        | Tower of Power                                                                              |
| 47  | Dave Lombardo          | * 1965        | Slayer                                                                                      |
| 48  | John French            | * 1948        | Captain Beefhearts Magic Band                                                               |
| 49  | Vinnie Colaiuta        | * 1956        |                                                                                             |
| 50  | Cozy Powell            | 1947–1998     | Jeff Beck Group, Rainbow, Whitesnake                                                        |
| 51  | Alex Van Halen         | * 1953        | Van Halen                                                                                   |
| 52  | Matt Cameron           | * 1962        | Pearl Jam, Soundgarden                                                                      |
| 53  | Jimmy Chamberlin       | * 1964        | The Smashing Pumpkins                                                                       |
| 54  | Questlove              | * 1971        | The Roots                                                                                   |
| 55  | Max Weinberg           | * 1951        | E Street Band                                                                               |
| 56  | Richard Hayward        | 1946–2010     | Little Feat                                                                                 |
| 57  | Manu Katché            | * 1958        | Peter Gabriel, Sting                                                                        |
| 58  | Sheila E.              | * 1957        | Prince                                                                                      |
| 59  | Jim Gordon             | 1945–2023     | Derek and the Dominos                                                                       |
| 60  | Mick Fleetwood         | * 1947        | Fleetwood Mac                                                                               |
| 61  | Clem Burke             | 1954–2025     | Blondie                                                                                     |
| 62  | Tony Thompson          | 1954–2003     | Chic                                                                                        |
| 63  | Dennis Chambers        | * 1959        |                                                                                             |
| 64  | Chad Smith             | * 1961        | Red Hot Chili Peppers                                                                       |
| 65  | Sly Dunbar             | * 1952        | Sly & Robbie                                                                                |
| 66  | Kenny Aronoff          | * 1953        | John Mellencamp, John Fogerty                                                               |
| 67  | Greg Errico            | * 1948        | Sly & the Family Stone                                                                      |
| 68  | Jerome Bigfoot Brailey | * 1950        | Parliament                                                                                  |
| 69  | Dale Crover            | * 1967        | Melvins                                                                                     |
| 70  | Tommy Ramone           | 1949–2014     | Ramones                                                                                     |
| 71  | Butch Trucks           | 1947–2017     | The Allman Brothers Band                                                                    |
| 71  | Jai Johanny Johanson   | * 1944        | The Allman Brothers Band                                                                    |
| 72  | James Williams         | * 1950        | Ohio Players                                                                                |
| 73  | Pete Thomas            | * 1954        | Elvis Costello                                                                              |
| 74  | Michael Shrieve        | * 1949        | Santana                                                                                     |
| 75  | Earl Hudson            | * 1957        | Bad Brains                                                                                  |
| 76  | Earl Young             | * 1940        | The Trammps                                                                                 |
| 77  | Maureen Tucker         | * 1944        | The Velvet Underground                                                                      |
| 78  | Micky Waller           | 1941–2008     | Jeff Beck Group                                                                             |
| 79  | Mick Avory             | * 1944        | The Kinks                                                                                   |
| 80  | Steve Jordan           | * 1957        | Saturday Night Live, The Rolling Stones (Live)                                              |
| 81  | John Robinson          | * 1954        |                                                                                             |
| 82  | Glenn Kotche           | * 1970        | Wilco                                                                                       |
| 83  | Ronald Shannon Jackson | 1940–2013     |                                                                                             |
| 84  | John Stanier           | * 1968        | Helmet, Battles                                                                             |
| 85  | Tommy Lee              | * 1962        | Mötley Crüe                                                                                 |
| 86  | Phil Rudd              | * 1954        | AC/DC                                                                                       |
| 87  | George Hurley          | * 1958        | Minutemen, Firehose                                                                         |
| 88  | Jon Theodore           | * 1973        | The Mars Volta, Queens of the Stone Age                                                     |
| 89  | Bill Stevenson         | * 1963        | Descendents                                                                                 |
| 90  | Janet Weiss            | * 1965        | Sleater-Kinney                                                                              |
| 91  | Brian Chippendale      | * 1973        | Lightning Bolt                                                                              |
| 92  | Ralph Molina           | * 1943        | Crazy Horse                                                                                 |
| 93  | Tomas Haake            | * 1971        | Meshuggah                                                                                   |
| 94  | Meg White              | * 1974        | The White Stripes                                                                           |
| 95  | Chris Dave             | * 1973        |                                                                                             |
| 96  | Larry Mullen, Jr.      | * 1961        | U2                                                                                          |
| 97  | Cindy Blackman         | * 1959        | Lenny Kravitz                                                                               |
| 98  | Steven Adler           | * 1965        | Guns n’ Roses                                                                               |
| 99  | Travis Barker          | * 1975        | Blink-182                                                                                   |
| 100 | Christian Vander       | * 1948        | Magma                                                                                       |